# MacInnes-Mausschwanzfledermaus
Die im östlichen Afrika verbreitete MacInnes-Mausschwanzfledermaus (Rhinopoma macinnesi) zählt zur Gattung der Mausschwanzfledermäuse. Die Population wurde bis in die 1990er Jahre als Synonym bzw. Unterart der Kleinen Mausschwanzfledermaus (Rhinopoma hardwickii) oder der Muscat-Mausschwanzfledermaus (Rhinopoma muscatellum) zugerechnet.

## Merkmale
Von dieser Fledermaus sind nur die Schwanzlänge mit 55 bis 76 mm, die Unterarmlänge mit 45 bis 53 mm, die Länge der Ohren mit 11 bis 20 mm und das Gewicht mit 5 bis 11 g bekannt. Sie ist somit eine kleine Fledermaus. Typisch sind ein winziges Nasenblatt und ein Schwanz, der fast vollständig außerhalb der Schwanzflughaut liegt. Die hinteren Bereiche des Körpers sind spärlich behaart oder nackt. In den vorderen Bereichen kommt oberseits dunkelgraues und unterseits mittelgraues Fell vor. Die Art hat etwa dreieckige Ohren, die auf der Stirn mit einem Hautstreifen verbunden sind. Typisch sind recht große Augen und schmale Füße.

## Verbreitung und Lebensweise
Das Verbreitungsgebiet reicht von Äthiopien und Somalia bis Uganda und Kenia. Möglicherweise werden Eritrea und die Grenzbereiche anderer Staaten erreicht. Die MacInnes-Mausschwanzfledermaus bewohnt Wüsten und trockene Buschländer. Gewöhnlich auftretende Sträucher zählen zu den Gattungen Acacia und Commiphora (Balsambaumgewächse). Die Tiere leben im Flach- und Hügelland bis etwa 500 Meter Höhe.
Exemplare, die sich in Felsspalten aufhalten, bewegen sich rückwärts, mit dem Schwanz als „Fühler“. Dazu befinden sich feine Haare an der Schwanzspitze. Weitere Details zum Verhalten sind nicht bekannt.

## Gefährdung
Im Verbreitungsgebiet kommen Landschaftsveränderungen vor, deren Auswirkungen auf den Bestand nicht erforscht sind. Die MacInnes-Mausschwanzfledermaus ist sehr selten und zur Populationsgröße ist nichts bekannt. Die IUCN listet sie mit unzureichende Datenlage (data deficient).